# Will Davison

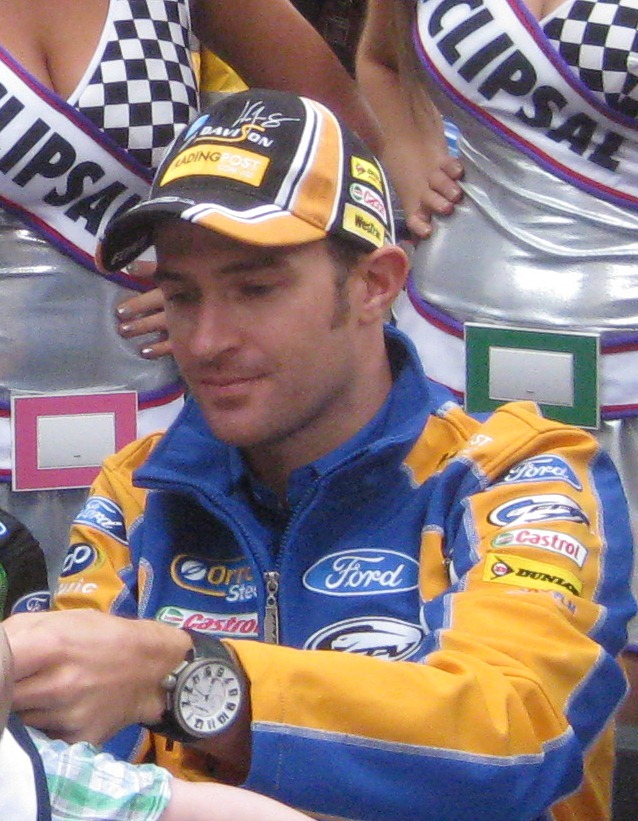
Will Davison fotografiado en 2012

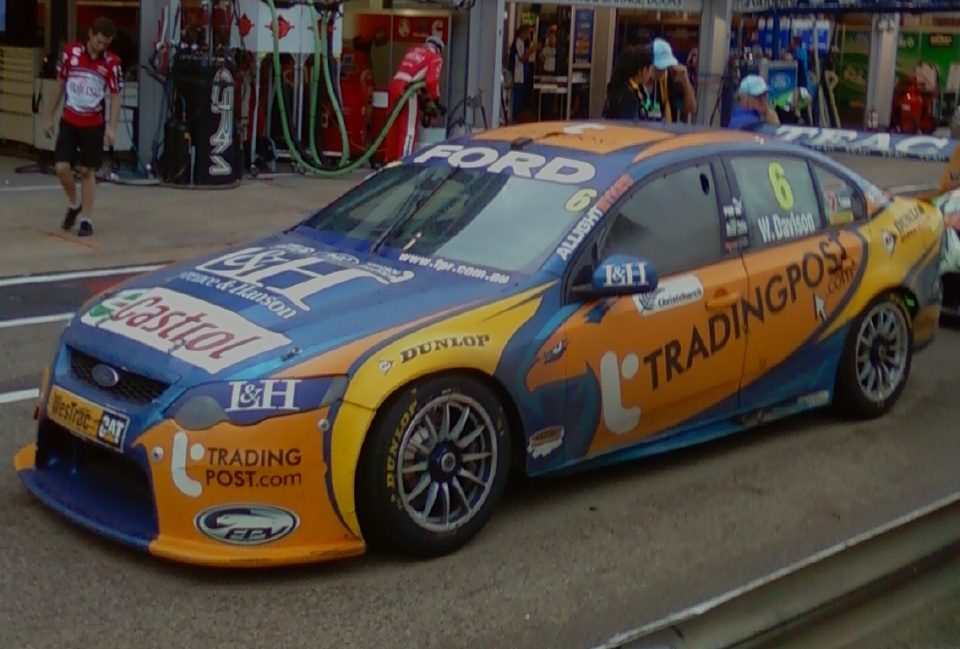
Ford Falcon de Will Davison en el V8 Supercars 2011

Will Davison (Melbourne, Australia, 30 de agosto de 1982) es un piloto de automovilismo de velocidad australiano. Ha competido desde 2006 en el campeonato de turismos V8 Supercars, donde resultó subcampeón en 2009, tercero en 2013, cuarto en 2012, quinto en 2008 y séptimo en 2011. Asimismo, resultó primero en los 1000 km de Bathurst de 2009 y tercero en 2007.
Su abuelo Lex Davison y su padre Richard Davison fueron pilotos de monoplazas. Su hermano  Alex Davison y su primo James Davison también son pilotos de automovilismo.

## Inicios
El piloto compitió en karting entre 1995 y 1999, obteniendo numerosos títulos. En 2000 progresó a los monoplazas al disputar la Fórmula Ford, resultando sexto en el campeonato australiano y primero en el victoriano. En 2001 resultó campeón australiano frente a Will Power y Jamie Whincup.
Con el objetivo de llegar a la Fórmula 1, Davison se mudó a Europa en 2002 para disputar la Fórmula Renault Británica, donde resultó cuarto. En 2003 ascendió a la Fórmula 3 Británica. Allí obtuvo una victoria, un segundo puesto y siete top 5 en 24 carreras, por lo que se ubicó octavo en el campeonato.
Siguiendo en la Fórmula 3 Británica en 2004, el piloto logró tres podios en las primeras diez carreras, pero se quedó sin dinero y dejó de competir. Luego probó un Minardi de Fórmula 1 en Misano. De vuelta en Australia, corrió cuatro fechas del V8 Supercars con un Holden Commodore del equipo Dynamik.
En 2005, Davison disputó la fecha de Melbourne del V8 Supercars nuevamente con Dynamik. Luego corrió la fecha de Queensland de la V8 Supercar Development Series con un Ford Falcon de Dick Johnson, logrando podios en las tres carreras. Más tarde, volvió al V8 Supercars para disputar los 500 km de Sandown y los 1000 km de Bathurst como compañero de butaca de Steven Johnson en un Ford Falcon de Dick Johnson.
El piloto volvió a los monoplazas ese año, al obtener dos sextos puestos en diez carreras del A1 Grand Prix con el equipo australiano.

## Dick Johnson (2006-2008)
Davison se convirtió en piloto titular de Dick Johnson para la temporada 2006 del V8 Supercars, tomando el lugar del veterano Glenn Seton. Al volante de un Ford Falcon, resultó 19º en el campeonato, destacándose un cuarto puesto en los 500 km de Sandown junto a su compañero Steven Johnson.
Adoptando el nuevo Ford Falcon BF en 2007, Davison obtuvo el tercer lugar en los 1000 km de Bathurst junto a Johnson. También terminó tercero en la primera carrera de Baréin, y acumuló seis top 5 en 37 carreras. Por tanto, culminó el año en la décima colocación.
En 2008, el victoriano siguió con el equipo de Dick Johnson. Logró dos victorias y cinco podios en 37 carreras, de modo que alcanzó el quinto puesto de campeonato.

## Holden Racing Team (2009-2010)
Holden Racing Team contrató a Davison para reemplazar al retirado Mark Skaife en el V8 Supercars 2009. Logró cuatro triunfos y 13 podios en 28, destacándose sendas conquistas en los 500 km de Phillip Island y los 1000 km de Bathurst junto a Garth Tander. Así, resultó segundo en el campeonato, por detrás de Jamie Whincup con sus once victorias.
El piloto tuvo malas actuaciones con Holden en 2010, al obtener apenas un quinto lugar y dos sextos en 26 carreras. Quedó 22º en el campeonato, y dejó el equipo al finalizar la temporada.

## Ford Performance Racing (2011-2013)
En 2011, Davison ingresó al equipo Ford Performance Racing del V8 Supercars, en el lugar del veterano Steven Richards. No obtuvo ninguna victoria en las 28 carreras, aunque logró seis podios, entre ellos un tercer puesto en los 500 km de Phillip Island junto a Luke Youlden y un segundo puesto en la primera carrera de Surfers Paradise junto a Mika Salo. Por tanto, se ubicó séptimo en el campeonato.
El victoriano acumuló ocho triunfos y 17 podios en las 31 carreras de 2012, ganando en la segunda carrera de Surfers Paradise junto a Salo. Por tanto, concluyó el año en la cuarta colocación, por detrás de los pilotos de Triple Eight (Whincup y Craig Lowndes) y su compañero de equipo Mark Winterbottom.
En su tercer año en el equipo oficial Ford, Davison obtuvo dos triunfos, tres segundos puestos, un tercer puesto en los 500 km de Sandown junto a Steve Owen, y 13 top 5 en 36 carreras. Por tanto, resultó tercero en la tabla de posiciones de 2013, por detrás de Whincup y Lowndes.

## Erebus (2014-2015)
Davison fichó por el equipo Erebus para disputar el V8 Supercars 2014 con un Mercedes-Benz Clase E. Obtuvo un tercer puesto, dos cuartos puestos (uno de ellos en los 1000 km de Bathurst) y dos quintos puestos en 38 carreras, por lo que acabó 14º en el campeonato.
En 2015, el piloto obtuvo una victoria en la tercera carrera de Barbagallo, pero ningún otro top 5. Por tanto, quedó relegado a la 15.ª posición final.

## Tekno (2016)
Davison volverá a pilotar un Holden Commodore en el V8 Supercars 2015, esta vez del equipo Tekno.